# Пісідійська митрополія
Пісідійська митрополія (гр. Μητρόπολη Πισιδίας) — діюча православна єпархія Константинопольської православної церкви на території Туреччини в історичній області Пісідія. Після обміну населенням між Грецією і Туреччиною у 1924 році на території митрополії практично не лишилося православних, тож вона стала просто титулярною кафедрою. Однак у XXI столітті зусиллями титулярного митрополита Пісідійського Сотирія (Трамбаса) було відкрито кілька храмів, зокрема збудовано новий храм в Анталії, що призвело до відновлення діючої митрополії з трьома парафіями та періодичними богослужіннями в історичних храмах-пам’ятках. Єпархіальним центром є Анталія (у минулому центром була Испарта). Правлячим архієреєм є Сотирій (Трамбас) із титулом митрополит Пісідійський, іпертим та екзарх Сіди та Анталії. 16 липня 2017 року вікарним архієреєм митрополії визначено бути єпископу Евдокіатському Амвросію (Хорозідісу), хіротонія якого має відбутися 21 липня.

## Історія
Точний час заснування єпархії невідомий, але на її території в I столітті проповідували апостол Павло і апостол Варнава.
У візантійський період Антіохія Пісідійська (Пісідія, Мала Азія) була центром Пісідійської Антіохійської (Πισιδίας ὁ Ἀντιοχείας) митрополії. Згідно з Тактиконом VII століття до складу митрополії входили такі єпископські кафедри: Ададська, Адріанопольська, Апамейсько-Ківотська, Варіська, Зарзельська, Лаодикійсько-Кекавменська, Ліменська, Метропольська, Неапольська, Паппська, Сагаласька, Селевкійсько-Сідерська, Созопольська, Тімандська, Тімврійська, Тірайська, Філомілійська, Юстиніанопольська.
З 1575 року, у зв'язку із остаточним занепадом внаслідок ісламського завоювання Мирлікійської, Сідської та Пергійської єпархій, вони були включені до складу Пісідійської митрополії, а митрополит Пісідійській аж до 1923 року титулувався як «іпертим і екзарх Лікії, Сіди, Мир, Анталії та Малої Антіохії». Кафедральним храмом був собор Успіння Божої Матері.
У 1924 році, в зв'язку з обміном грецьким і турецьким населенням між Туреччиною і Грецією, кафедра фактично припинила своє існування і стала титулярною. З 18 березня 1924 управління нею було доручено Сардським митрополитам, які в той час мали титул «Сардських і Пісідійських». 9 листопада 1943 митрополія знову стає самостійною, але лишається вакантною до 1974 року.
У 2008 році титул митрополита Пісідійського отримав відомий місіонер Сотирій (Трамбас), який до цього очолював і розбудовував Корейську митрополію. Він залишив Корейську кафедру за віком і станом здоров'я й отримав почесний титул митрополита Пісідійського. Однак він не просто вийшов на пенсію, а взявся за відродження Православ'я цьому регіоні Туреччини. До цього були передумови завдяки туристам та емігрантам міста Анталії, а також потеплінням у ставленні до Православної церкви з боку місцевої влади (теж пов’язаним із бажанням влади розвивати туристичний бізнес, зокрема паломництва).
У 2012 в Анталії було отримано дозвіл проводити богослужіння в історичному гірському храмі святого Георгія, де перша літургія з 1924 року відбулася на Різдво Христове 25 грудня 2012 року. 15 листопада 2015 року була завершено будівництво й відкрито культурний центр і ще один православний храм Анталії на честь Пісідійської ікони Божої Матері в районі Махмултар. Це був перший православний храм, збудований у Туреччині з 1924 року. Після цього єпархія стала значитися серед дійсних митрополій Константинопольської православної церкви.
16 липня 2017 року вікарним архієреєм митрополії визначено бути єпископу Евдокіатському Амвросію (Хорозідісу), хіротонія якого відбулася 21 липня.
15 липня 2018 року в храмі святого Аліпія Стовпника в місті Анталія в присутності патріарха Варфоломія було проведено літургію та відкрито будівлю Пісідійської митрополії.
У лютому 2022 року завершилося будівництво ще одного храму митрополії — церкви апостола Павла у місті Манавґат.

## Парафії та храми
На території Пісідійської митрополії наразі діють 4 храми — 2 в Аланії, один в Анталії й один у Манавґаті.
| № | Назва                                           | Населений пункт | Адреса                                                                      | Заснування                   | Клір | Примітки |
| - | ----------------------------------------------- | --------------- | --------------------------------------------------------------------------- | ---------------------------- | --- | --- |
| 1 | Церква святого Аліпія Стовпника                 | Анталія         | Kiliçdar mah. Atatürk cad. (Işiklar cad.) Yenikapi sk. No 20 Muratpaşa Сайт | 6 травня 1844 3 вересня 2011 | Амфросій (Хорозідіс), єпископ Евдокіадський, ієромонах Володимир (Русанен), ієрей Сергій Палатніков, диякон Іван Ничипорук | Настоятелем храму був українець архімандрит Михаїл Аніщенко, призначений у 2019 році настоятелем Свято-Андріївської ставропігії Вселенського патріархату у Києві. |
| 2 | Церква святого Георгія                          | Аланія          |                                                                             | 2012                         | | Історичний храм у горах, де літургії відбуваються раз на місяць із 2012 року.                                                                                     |
| 3 | Церква на честь Пісідійської ікони Божої Матері | Аланія          | Mahmutlar Yukari mah., Kilincarslan cad. 158-1, 07450 Mahmultar             | 2015                         | Ієрей Костянтин Шевченко                                                                                                   | Новозбудований храм, де літургії відбуваються щонеділі з 2015 року.                                                                                               |
| 4 | Церква апостола Павла                           | Манавґат        | Sorkun mah., 8131 Sok., 07600 Sorkun, Manavgat-Antalya                      | 2022                         | | Будівництво завершено в лютому 2022. |

## Ієрархія
- Євдоксій (Εὔδοξος), при імператорі Максиміані (285—305)
- Оптат (Ὀπτᾶτος)
- Анфім (Ἄνθιμος)
- Кипріан (Κυπριανός)
- Сергіан (Σεργιανός), учасник Анкірського собору 314 року
- Оптимій, учасник Другого вселенського собору (згадується 381 року)
- Транкіллін, учасник Третього вселенського собору (згадується 431 року)
- Єрехфій, при Проклі Константинопольскому (434—446)
- Кандідіан, учасник Константинопольського собору 448 року та Ефеського розбійницького собору 449 року, друг Діоскора Александрійського
- Пергамій, учасник Четвертого вселенського собору 451 року
- Йоан, учасник Константинопольського собору 518 року
- Полідевк, учасник Константинопольського собору 520 року
- Вакх, учасник Константинопольського собору 536 року
- Феодор (згадується у 553), учасник П'ятого вселенського собору
- Стефан (згадується у 680–691), учасник Шостого вселенського собору і П'ято-шостого собору
- Георгій (згадується у 787), учасник Сьомого вселенського собору
- Григорій і Захарія, учасники Собору 847 року
- Феофілакт, учасник Константинопольського собору 997 року
- Макарій (кінець XI століття), мав добрі стосунки з хрестоносцями
- Михаїл (згадується у 1143–1147)
- ім'я невідоме (згадується у 1156), учасник Константинопольського собору 1156 року
- Макарій (бл. 1250—1265), прибічник патріарха Арсенія Авторіана
- Паїсій (згадується у червні 1617)
- Євфимій (помер 1649)
- Сильвестр (вересень 1649 — 15 вересня 1655)
- Йоаким (вересень 1661)
- Мефодій (1671—1673)
- Паїсій (1673)
- Кирил (21 грудня 1673—1676)
- Леонтій (28 січня 1676 — ?)
- Леонтій (січень 1697 — 28 березня 1719)
- Косьма (28 березня 1719—1721)
- Кирил (помер у 1814)
- Діонісий (згадується у січні 1814)
- Євгеній (липень 1814 — квітень 1821)
- Герасим (серпень 1821—1827)
- Самуїл (вересень 1827- вересень 1835)
- Герасим, повторно (вересень 1835 — березень 1848), позбавлений сану
- Мелетій (березень 1848 — 2 червня 1861)
- Кесарій (2 липня 1861 — червень 1880)
- Парфеній (Продромідіс) (червень 1880—1886)
- Венедикт (Адамантідіс) (лютий 1886 — 23 жовтня 1893)
- Герасим (Танталідіс) (23 жовтня 1893 — 1 червня 1906)
- Костянтин (Апостолу) (3 червня 1906 — 17 січня 1912)
- Герасим (Танталідіс) (26 січня 1912 — березень 1923)
- Герман (Афанасіядіс) (18 березня 1924 — 9 листопада 1943)
- кафедра вакантна
- Єзекиїл (Цукалас)[ru] (5 серпня 1974 — 10 вересня 1981)
- кафедра вакантна
- Мефодій (Фуйас)[ru] (12 березня 1991 — 6 липня 2006)
- кафедра вакантна
- Сотирій (Трамбас)[ru] (з 28 травня 2008)